# Szabó Zoltán (művészettörténész)
Szabó Zoltán (Zsirai Szabó, Zsira, 1936. július 18. – Budapest, 2022. április 30.) magyar pap, festőművész, művészettörténész.

## Életpályája
Szülőfalujában, majd Csepregen tanult. Érettségijét Sopronban, a Reálgimnáziumban szerezte. A teológiát Győrött végezte, mely után 1961. június 18-án pappá szentelték.
Már gyerekkora óta rajongott a művészetért, azon belül is a festészetért. Somogyi Antal győri kanonok és művészettörténész fedezte fel. Bánk József akkori győri segédpüspök segítette hozzá művészeti tanulmányai megkezdéséhez. 1965-től 1974-ig Borsa Antal mellett folytatott művészeti tanulmányokat, melynek során a restaurálással ismerkedett. Győri mestere halála után Budapestre hívatta Lékai László bíboros, akinek segítségével 1976-tól az ELTE bölcsészkarára járt, ahol művészettörténetet hallgatott. Disszertációját korábbi mesteréről, Borsa Antal életművéről írta. 1985-ben megvédte A modern magyar egyházművészet 1945-től napjainkig című bölcsészdoktori értekezését, amelyet Zádor Anna és Németh Lajos tanszékvezető professzorok opponensi véleményükben úttörőnek minősítettek.

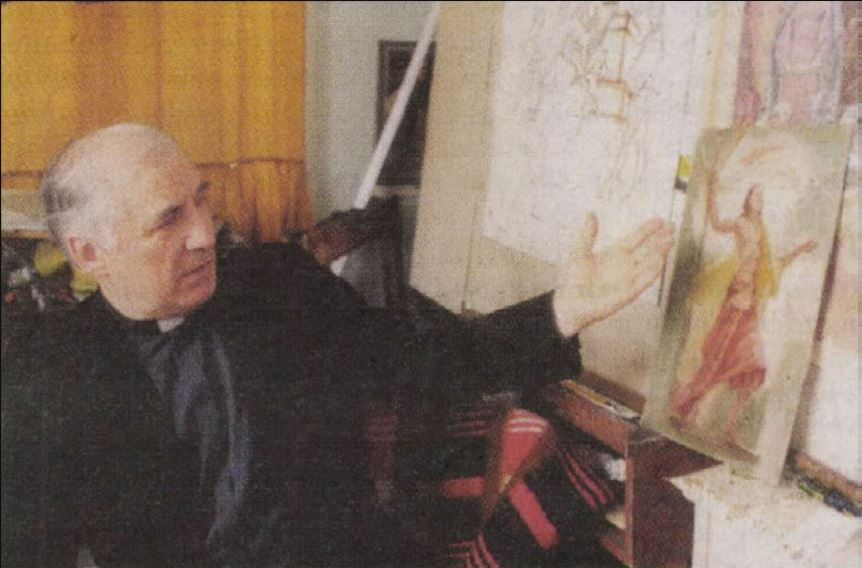
Az Új Ember, 2016. május 29-i számának Villanófényben: Szabó Zoltán – Istenhez nyújtott kézmozdulat című cikkében (Cser István felvétele)

Autonóm festészete minden témakört (például táj, csendélet) magába foglal. Művei öt hazai – köztük Zsira, Csepreg, Szombathely – és két ausztriai (Lutzmannburg és Feldbach) kiállítás mutatta be. Restaurálási munkálatait húsz templom őrzi. Ilyen például a szekszárdi Belvárosi katolikus templom, amelyet 1984-ben fejezett be. Régi technikával készített üvegablakai több (például Molnári, Sajtoskál, Fenyőfő, Bakonyszentlászló, Kiscsősz, Csáfordjánosfa, budapesti Szent Kereszt-) templomot is díszítenek. Szülővárosában üvegablaka és falfestménye is látható. Liturgikustér-tervezései készültek szintén szülővárosában (ezeket 1984-ben tervezte). 1996-ban elkészítette a templomot körülvevő hét ólmozott színes üvegablakot, majd 2001-ben Nemeskürty István akkori kormánybiztos támogatásával a templom egész belső terének kifestését is elvégezte.) valamint Tárkányon. Monumentális mozaikot tervezett és kivitelezett az egyik budapesti METRÓ szálló előterében.
Segédlelkészként 1961–1964 között Csepregen, 1964–1965-ben Röjtökmuzsajon, 1965–1966-ban Győrszigeten, 1966–1967-ben Győr–Újvárosban, 1967–1975 között Győrszentivánban, 1975–ben az Esztergomi Főegyházmegyében teljesített szolgálatot. Ezután 1975–1976 Budapestre, a Karolina úti Plébániára, 1976-ban Szentendrére került. 1976–1977-ben Farkasréten, majd 1977–től a Külső-Ferencvárosban töltötte be hivatalát. 2017-ben nyugdíjba vonult; 2022. április 30-án hunyt el Budán. A zsirai Szent Lőrinc-templomban mutatták be a lelkéért a szentmiseáldozatot, majd a helyi temetőben helyezték örök nyugalomra.
Írásai az Új Ember című magyar katolikus hetilapban jelentek meg.